# Straalman

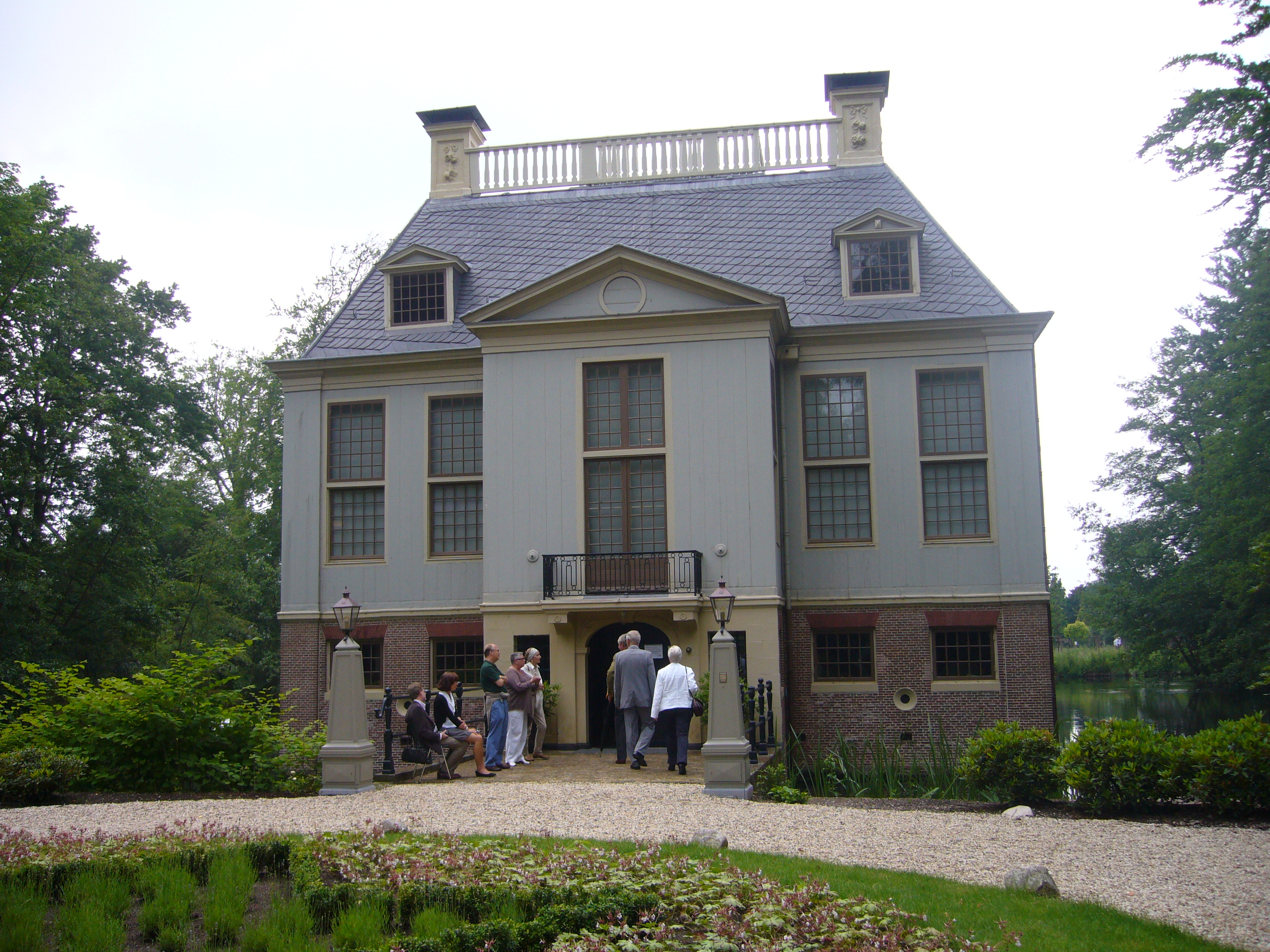
Trompenburgh

Straalman (ook: Witsen Straalman) is een familie afkomstig uit Vreden waarvan een lid zich in 1627 te Zwolle vestigde en van wie nazaten sinds 1816 tot de Nederlandse adel behoren; dit adellijke geslacht stierf in 1887 uit.

## Geschiedenis
De stamreeks begint met Jan Straalman, een wolwever die afkomstig was uit Vreden en in 1627 burger werd van Zwolle; hij stierf voor 1643. zijn nazaat mr. Matthijs Straalman (1722-1808) was raad schepen en burgemeester van Amsterdam, en aandeelhouder van de plantage Meerzorg in Suriname. Hij werd bij besluit van keizer Joseph II van 2 mei 1781 verheven tot baron des H.R.Rijks. Bij Koninklijk Besluit van 8 juli 1816 werden twee zonen van hem ingelijfd in de Nederlandse adel en op dezelfde datum kregen zij de titel van baron, welke laatste titel bij Koninklijk Besluit van 1849 werd gehomologeerd.

## Enkele telgen
mr. Matthijs des H.R.Rijksbaron Straalman, heer Vliet, Duist, de Haar en Zevenhuizen (1722-1808), raad schepen en burgemeester van Amsterdam, sinds 1771 eigenaar van Trompenburgh
- Paulus baron Straalman, heer van Duist, de Haar en Zevenhuizen (1753-1828), luitenant-kolonel, lid Vergadering van Notabelen, lid Raad van state
- Anne Willem baron Straalman (1758-1824), lid Vergadering van Notabelen, eigenaar van Trompenburgh; trouwde in 1782 met Johanna Maria Witsen (1762-1794)
  - Jonas Witsen baron Straalman (1786-1855), luitenant schutterij
    - Anne Willem Witsen baron Straalman (1819-1887), verkreeg in 1832 naamswijziging tot Witsen Straalman, laatste telg van het adellijke geslacht